# Kōfukukai Yamagishi-kai
Die Kōfukukai Yamagishi-kai (japanisch 幸福会ヤマギシ会, dt. "Glücksgesellschaft Yamagishi-kai"), kurz auch Yamagishi-kai (ヤマギシ会) oder Yamagishi, ist eine aus Japan stammende, ökosophische (Ökologie und Philosophie), tief friedensstiftende Bewegung. Ihr Ziel ist die "Schaffung einer Gesellschaft, in der alle Menschen glücklich sein können".
In öffentlich ausgeschriebenen Tokkoh-Kursen (特講, tokkō, dt. "Sonderstudium"), ein "direkter Weg ins eigene Herz", wird das Gedankengut und die Denkweise von M. Yamagishi von den Teilnehmenden kennengelernt und praktisch auf das eigene Leben angewendet. Vertiefungen sind an lokalen Kensan-Treffen (研鑽, dt. "Studienvertiefung") und verschiedenen weiterführenden Kursen möglich. Die Yamagishi-Vereinigungen betreiben in Japan und Europa landwirtschaftliche Höfe, wo nach den Yamagishi-Prinzipien gelebt wird. Sie sind offen für Besuch. Nach eigenen Angaben existieren weltweit 27 Dörfer (Gemeinschaften) mit 15 bis 1000 Mitgliedern.

## Geschichte
Benannt ist die Bewegung nach ihrem Begründer, dem Bauern Miyozō Yamagishi (山岸 巳代蔵) aus der Umgebung von Kyōto. Er führte 1956 den ersten Tokkoh-Kurs durch. Seine Friedensvision fand Anklang, zunächst in Japan, später international. 1958 entstand die erste Gemeinschaft namens Jikkenchi (実顕地) in Japan. Die größte ist Toyosato in Takanoo-chō, Tsu, Präfektur Mie mit rund 400 Mitgliedern.